# ASD Ponte Rondinella Marzocco
Die Associazione Sportiva Dilettantistica Ponte Rondinella Marzocco (Amateursportverein Ponte Rondinella Marzocco), auch bekannt als Rondinella, ist ein Fußballverein in Florenz. Er wurde 1946 gegründet. In den 1980er Jahren spielte der Verein unter dem Namen R.M. Firenze fünf Spielzeiten in der Serie-C1. Der Verein gilt als die zweite Mannschaft der toskanischen Hauptstadt nach Fiorentina. 

## Geschichte
Der Verein wurde im Jahr 1946 gegründet, der erste Präsident war Luigi Mochi. 1957 stieg der Verein in die Serie D auf, in der bekannte toskanische Mannschaften wie der FC Empoli, der AC Pisa oder US Pistoiese spielten.
Nach einem Abstieg und unter wirtschaftlichen Problemen leidend, fusionierte der Verein 1963 mit der Marzocco-Jugendmannschaft und übernahm damit den Namen Rondinella Marzocco Firenze oder kurz RM Firenze. Es folgten Siege 1965 und 1966 in der Campionato Juniores Nazionali, dem Amateuräquivalent der Campionato Primavera. Aus dem Team gingen einige bekannte Spieler hervor, wie Guido Magherini, der nach Mailand wechselte.
Bis in die siebziger Jahre spielte das Team bei den Amateur-Meisterschaften, am Ende der Saison 1979–1980 kam es zum Aufstieg in die Serie C1. Durch eine Beteiligung an einem Fußball-Wetten Skandal und einem damit verbundenen Punktabzug stieg die Mannschaft wieder ab. Der Wiederaufstieg gelang in der Saison 1981/82. 
In den Spielzeiten 1982–1983 und 1986–1987 spielte die Mannschaft in der Serie C1.